# BCU International Stadium
BCU International Stadium (anciennement nommé Coffs Coast International Stadium) est un stade australien, situé à Coffs Harbour, en Nouvelle-Galles du Sud.

## Présentation
Le stade fut construit en 1992 et inauguré en juin 1994. Il peut accueillir 20 000 personnes, bien qu'il n'y ait qu'une capacité de 1000 places assises. Le record d'affluence est de 12 000 personnes. Ce stade est connu pour avoir été le théâtre du Match de football Australie - Samoa américaines, qui se solda par une victoire australienne 31-0. Il y avait 3000 personnes dans ce stade pour ce match, le 11 avril 2001.
Ce stade accueille régulièrement des matchs de pré-saison de la National Rugby League et a accueilli des matchs de cricket (le Ford Ranger One Day Cup, anciennement ING Cup).